# Élections sénatoriales de 1986 dans la Somme
Les élections sénatoriales dans la Somme ont eu lieu le dimanche 28 septembre 1986. Elles ont eu pour but d'élire les sénateurs représentant le département au Sénat pour un mandat de neuf années.

## Contexte départemental
Lors des élections sénatoriales du 25 septembre 1977 dans la Somme, trois sénateurs ont été élus, un MDSF, un DVG et un DVD.
Depuis, tous les effectifs du collège électoral des grands électeurs ont été renouvelés, avec les élections municipales de 1983, les élections cantonales de 1982 et 1985, les élections législatives de 1986 et les élections régionales de 1986.

## Sénateurs sortants
| Sénateur | Sénateur               | Parti   | Groupe | Autres mandats                                                                    |
| -------- | ---------------------- | ------- | ------ | --------------------------------------------------------------------------------- |
|          | Max Lejeune            | UDF-PSD | GD     | Maire et conseiller général d'Abbeville, Président du conseil général de la Somme |
|          | Charles-Edmond Lenglet | DVD     | GD     | Maire de Fréchencourt                                                             |
|          | Jacques Mossion        | UDF-CDS | UC     | Maire et conseiller général de Doullens                                           |

## Présentation des candidats

### Union pour la démocratie française
| N° | Candidats | Candidats                                 | Parti       | Principales fonctions |
| -- | --------- | ----------------------------------------- | ----------- | --- |
| 01 |           | Max Lejeune Pierre Classen                | UDF-PSD     | Sénateur sortant, Maire et conseiller général d'Abbeville, Président du conseil général de la Somme Conseiller municipal et général d'Ailly-sur-Noye, conseiller régional de Picardie |
| 02 |           | Charles-Edmond Lenglet Jacques Fourdinier | DVD UDF-PR  | Sénateur sortant, Maire de Fréchencourt Maire de Bazentin, conseiller régional de Picardie                                                                                            |
| 03 |           | Jacques Mossion Jérôme Bignon             | UDF-CDS RPR | Sénateur sortant, Maire et conseiller général de Doullens Maire de Bermesnil, conseiller général de Oisemont, conseiller régional de Picardie                                         |

### Parti socialiste
| N° | Candidats | Candidats                             | Parti | Principales fonctions                                                                        |
| -- | --------- | ------------------------------------- | ----- | -------------------------------------------------------------------------------------------- |
| 01 |           | Gilbert Gauthé François Saint-Germain | PS    | Maire et conseiller général de Saint-Valery-sur-Somme Conseiller municipal de Fressenneville |
| 02 |           | Pierre Pamel Paule Joye               | PS    | Marie-adjoint d'Albert Maire-adjointe de Péronne                                             |
| 03 |           | Jean Truquin Pierre Lucas             | PS    | Maire de Corbie Conseiller municipal de Beauval                                              |

### Parti communiste français
| N° | Candidats | Candidats                         | Parti | Principales fonctions                                                                   |
| -- | --------- | --------------------------------- | ----- | --------------------------------------------------------------------------------------- |
| 01 |           | Chantal Leblanc Jacques Pecquery  | PCF   | Conseillère municipale d'Abbeville, conseillère régionale de Picardie Maire de Gamaches |
| 02 |           | Gérald Maisse René Parsy          | PCF   | Conseiller général d'Amiens-Nord-Ouest Maire de Sailly-Saillisel                        |
| 03 |           | Jean-Jacques Baron Liliane Brunet | PCF   | Conseiller régional de Picardie Conseillère générale d'Amiens-Est                       |

### Candidats isolés
| Candidats | Candidats                         | Parti | Principales fonctions                                              |
| --------- | --------------------------------- | ----- | ------------------------------------------------------------------ |
|           | François Soilleux Etienne Dallery | CNIP  | Maire d'Arvillers, conseiller général de Moreuil Maire de Bailleul |
|           |                                   |       |                                                                    |
|           | René Vérard Denise Gaillard       | DVG   | Journaliste Conseillère municipale d'Epagne-Epagnette              |

## Résultats
|                | Jacques Mossion        | UDF-CDS        | 949   | 56,56  |  |  |
|                | Charles-Edmond Lenglet | DVD            | 940   | 56,02  |  |  |
|                | Max Lejeune            | UDF-PSD        | 896   | 53,40  |  |  |
|                | Gilbert Gauthé         | PS             | 363   | 21,63  |  |  |
|                | Pierre Pamel           | PS             | 356   | 21,22  |  |  |
|                | Jean Truquin           | PS             | 356   | 21,22  |  |  |
|                | Chantal Leblanc        | PCF            | 259   | 15,44  |  |  |
|                | Jean-Jacques Baron     | PCF            | 247   | 14,72  |  |  |
|                | Gérald Maisse          | PCF            | 243   | 14,48  |  |  |
|                | François Soilleux      | CNIP           | 240   | 14,30  |  |  |
|                | René Vérard            | DVG            | 38    | 2,26   |  |  |
|                |                        |                |       |        |  |  |
| Inscrits       | Inscrits               | Inscrits       | 1 720 | 100,00 |  |  |
| Abstentions    | Abstentions            | Abstentions    | 24    | 1,40   |  |  |
| Votants        | Votants                | Votants        | 1 696 | 98,60  |  |  |
| Blancs et nuls | Blancs et nuls         | Blancs et nuls | 18    | 1,06   |  |  |
| Exprimés       | Exprimés               | Exprimés       | 1 678 | 98,94  |  |  |

## Sénateurs élus
| Sénateur | Sénateur               | Parti   | Groupe | Autres mandats                                                                    |
| -------- | ---------------------- | ------- | ------ | --------------------------------------------------------------------------------- |
|          | Max Lejeune            | UDF-PSD | GD     | Maire et conseiller général d'Abbeville, Président du conseil général de la Somme |
|          | Charles-Edmond Lenglet | DVD     | GD     | Maire de Fréchencourt                                                             |
|          | Jacques Mossion        | UDF-CDS | UC     | Maire et conseiller général de Doullens                                           |